# Hosta sieboldiana
Hosta sieboldiana là một loài thực vật có hoa trong họ Măng tây. Loài này được (Hook.) Engl. mô tả khoa học đầu tiên năm 1887.

## Hình ảnh

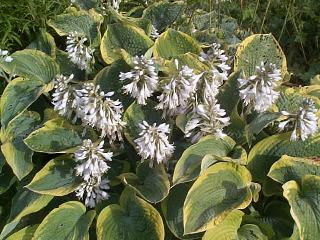
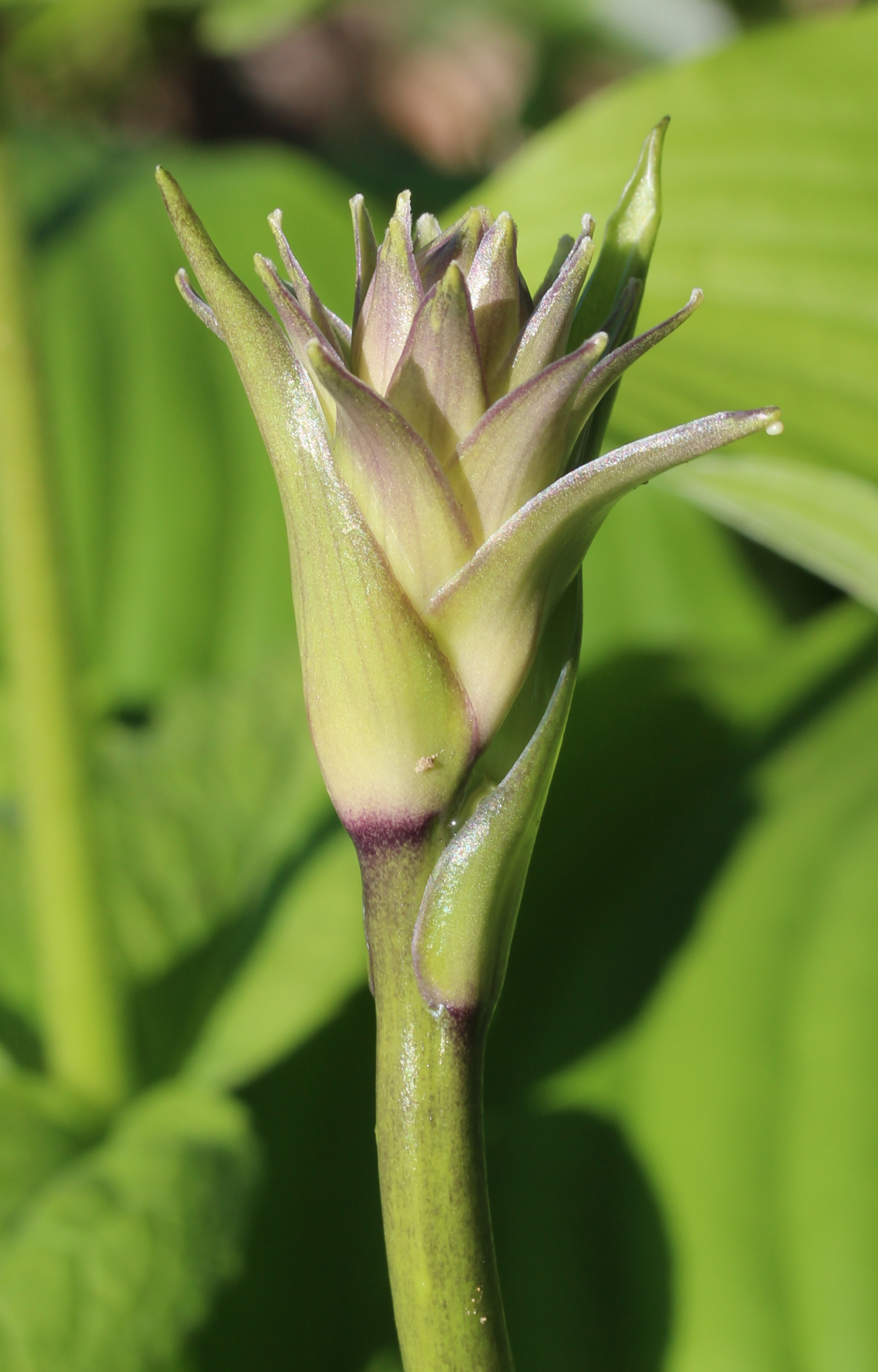
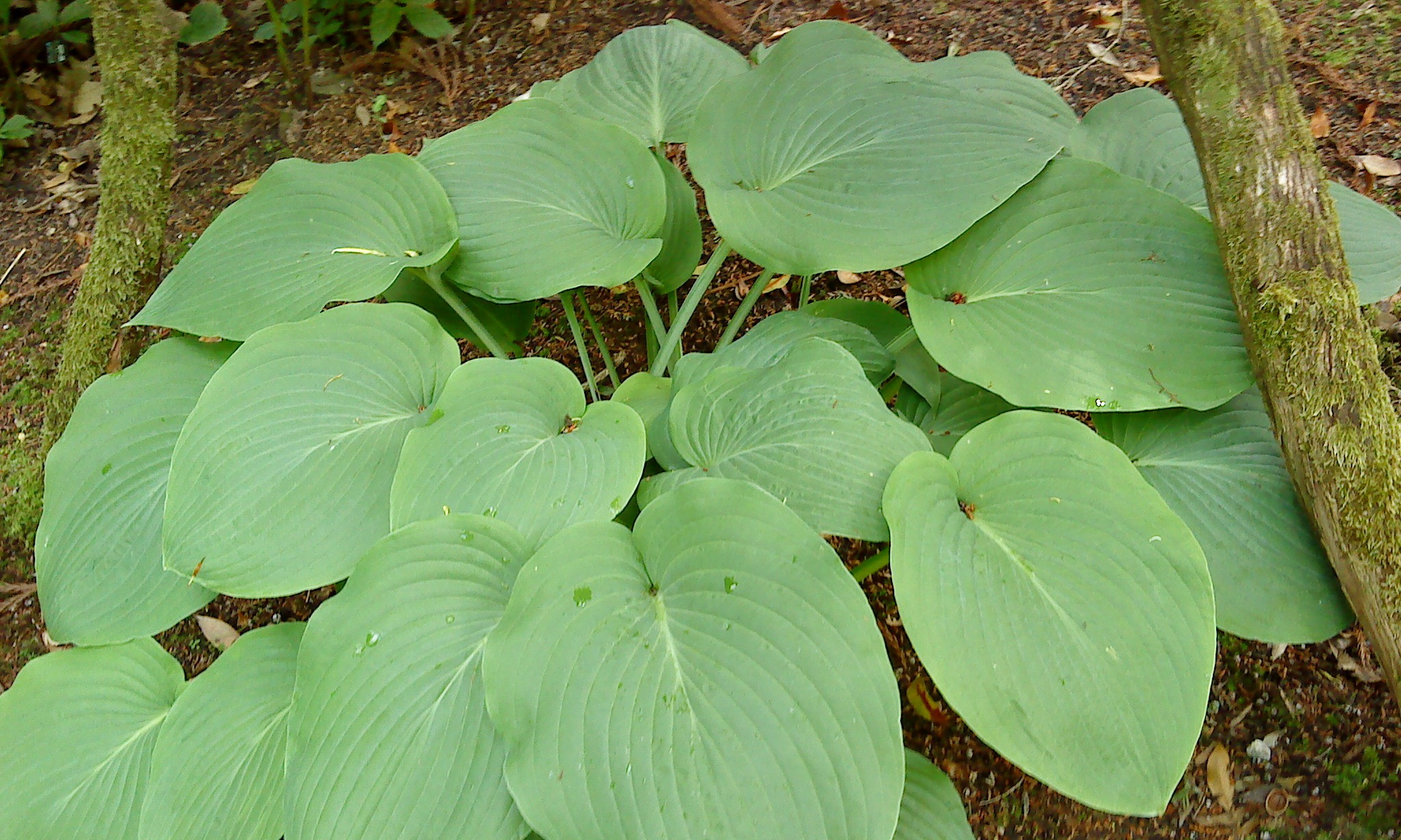
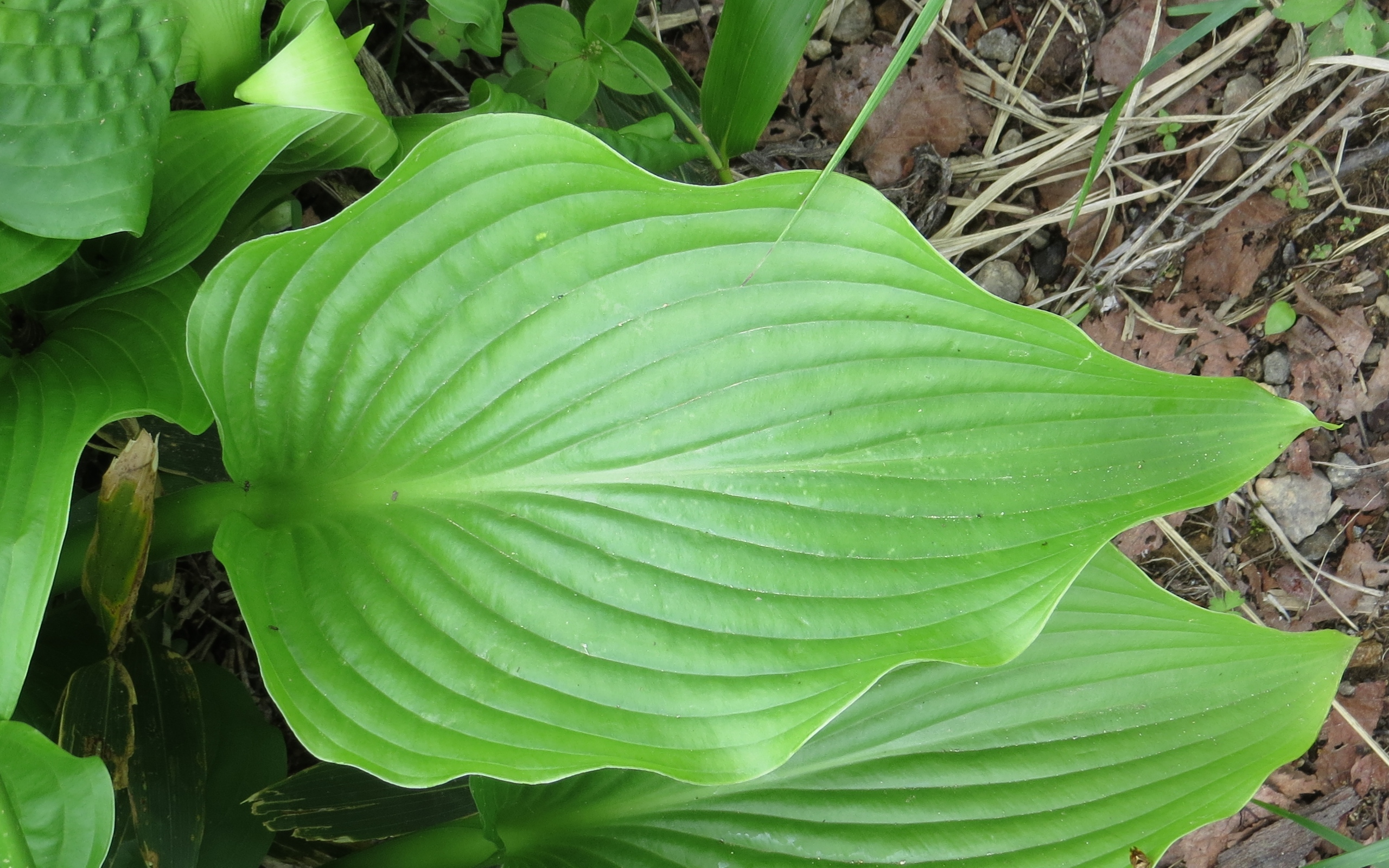